# Erasmus Ebner

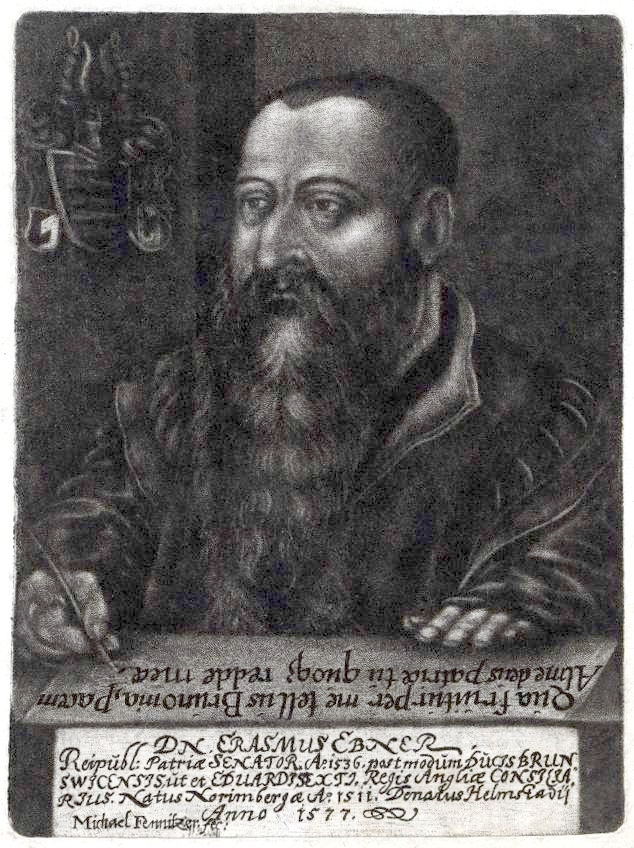
Erasmus Ebner

Erasmus Ebner, auch Ebener, (* 21. Dezember 1511 in Nürnberg; † 24. November 1577 in Helmstedt) war ein deutscher Diplomat, Gelehrter und Staatsmann.

## Leben
Geboren als Sohn des Ratsherrn und Förderers der Reformation Hieronymus Ebner, wurde er schon im Alter von 11 Jahren in die Privatschule Philipp Melanchthons nach Wittenberg geschickt. Im Wintersemester 1523 befindet er sich bereits unter dem Rektorat Melanchthons in den Matrikeln der Universität Wittenberg, begleitet seinen Mentor zum Reichstag zu Augsburg 1530 und schrieb dort das lateinische Exemplar der Confessio Augustana für den Rat ab.
Er unternahm dann eine Bildungsreise nach Frankreich und kehrte nach Nürnberg zurück. Da er sich bereits früh wissenschaftlich und poetisch betätigt hatte, wurde ihm übertragen, aus den aufgelösten Klöstern die Stadtbibliothek zu vervollständigen. Er wurde 1536 zum jüngeren und 1552 zum älteren Bürgermeister gewählt und befand sich für die Stadt häufig auf diplomatischen Missionen. So war er zum Beispiel 1537 auf dem Konvent in Schmalkalden, dem Religionsgespräch 1540/41 in Worms und dem Reichstag in Speyer 1542 und 1544 anwesend.
Nachdem die Stadt Nürnberg sich im Zweiten Markgrafenkrieg 1552 zu zunächst Zahlungen an den Markgrafen Albrecht II. Alcibiades von Brandenburg-Kulmbach verpflichtet hatte, der zwar Nürnberg vergeblich belagerte, aber das Umland verwüstet hatte, entschuldigte sich Ebner dafür bei Karl V. und vereinbarte er mit den Fränkischen Reichsständen, besonders mit den Bischöfen von Würzburg und Bamberg, mit Heinrich II. von Braunschweig-Wolfenbüttel und dem Kurfürsten August von Sachsen ein Bündnis gegen den brandenburgischen Markgrafen.
Dieses Bündnis bewirkte 1554 den Rücktritt der Herzöge von Lauenburg und Lüneburg, sowie der Städte Hamburg und Lübecks. 1557 gab Ebner seinen Dienst in Nürnberg auf und ging an den Hof des Königs von England und Spanien.
Um 1550 gelang ihm ein Durchbruch in der Messingherstellung, die Rückgewinnung von Zink aus dem bis dahin weggeworfenen Abfallprodukt der Messingherstellung (Verhüttung zinkhaltiger Bleierze), der Ofengalmei (ein unreines Zinkoxid). Herzog Heinrich von Braunschweig ließ 1552 unter Ebeners Leitung in Goslar eine Messinghütte eröffnen, in der das Rückgewinnungsverfahren erprobt wurde.  Nach erfolgreicher Durchführung verbreitete sich das Verfahren auch auf andere Standorte im Harz (Wernigerode, Ilsenburg), in Kassel in Ilmenau. Ebener erhielt auch weitere Verhüttungsbetriebe als Lehen. Ebener war Berater der Braunschweiger Herzöge und wurde 1569 Hofrat bei Herzog Julius von Braunschweig-Wolfenbüttel. In dieser Funktion war er 1573 an der Untersuchung gegen den Goldmacher Philipp Sömmering beteiligt und 1575 beriet er als Kirchenrat den Landesfürsten bei der Errichtung der Universität Helmstedt.